# مارتین (کنتاکی)
مارتین (به انگلیسی: Martin) شهری در ایالت کنتاکی کشور ایالات متحده آمریکا است که جمعیت آن در سرشماری سال ۲۰۱۰ میلادی، ۶۳۴ نفر بوده‌است.